# Нуклеофил
Нуклеофил в химии (лат. nucleus «ядро», др.-греч. φιλέω «любить») — реагент, образующий химическую связь с партнером по реакции (электрофилом) по донорно-акцепторному механизму, предоставляя электронную пару, образующую новую связь. Вследствие того, что нуклеофилы отдают электроны, они по определению являются основаниями Льюиса. В роли нуклеофилов теоретически могут выступать все ионы и нейтральные молекулы с неподеленной электронной парой.
Нуклеофил — электроноизбыточный химический реагент, способный взаимодействовать с электронодефицитными соединениями (электрофилами). Примерами нуклеофилов являются анионы (Cl−, Br−, I−) и соединения с неподелённой электронной парой (NH3, H2O).
В ходе реакций замещения или присоединения нуклеофил атакует по месту полного или частичного положительного заряда на электрофиле. Название «нуклеофил» означает «любящий ядро» и отображает эту способность (атомное ядро заряжено положительно). Относительная реакционная способность нуклеофилов называется нуклеофильность. В пределах одного ряда периодической системы более сильные основания (с бо́льшим значением pKa сопряженной кислоты) являются лучшими нуклеофилами. В пределах одной группы на нуклеофильность большее влияние оказывает поляризуемость — лёгкость, с которой деформируется электронное облако атома или молекулы. К примеру, в водных растворах иодид-ион I− более нуклеофилен, чем фторид F−.
Амбидентные нуклеофилы имеют два и более реакционных центра. К примеру, тиоцианат-ион SCN− может атаковать электрофил либо атомом серы, либо атомом азота. Реакции галогеноалканов с SCN− часто приводят к образованию смеси RSCN (алкилтиоцианата) и RNCS (алкилизотиоцианата).
Термины «нуклеофил» и «электрофил» были введены в 1929 Кристофером Ингольдом, заменив предложенные ранее (в 1925) Лэпворсом «катионоид» и «анионоид».

## Примеры
В показанном ниже примере бимолекулярного нуклеофильного замещения (SN2) атом кислорода гидроксид-иона донирует пару электронов на связывание с атомом углерода в молекуле бромэтана. Связь между атомами углерода и брома разрывается по гетеролитическому механизму: бром принимает оба электрона этой связи и уходит в виде иона Br−. В данной реакции OH− является нуклеофилом, а CH3CH2Br — электрофилом.
В данной реакции атака нуклеофила происходит со стороны, противоположной уходящей группе. Вследствие этого SN2-процессы сопровождаются обращением (инверсией) конфигурации.

## Классификация
Нуклеофилы можно классифицировать несколькими способами: по типу орбитали, с которой донируются электроны, и по природе атома, который образует связь.

### По типу реагирующей орбитали
В зависимости от природы орбитали, на которой располагались электроны, пошедшие на образование связи с электрофилом, можно выделить:
- π-нуклеофилы (электроны ушли с π-орбитали):
  - алкены, диены, алкины;
  - аллилсиланы, аллилгерманы, аллилстаннаны;
  - алкил- и силиленоловые эфиры;
  - ароматические соединения;
- n-нуклеофилы (электроны находились на несвязывающей орбитали — неподелённой электронной паре):
  - амины;
  - фосфины;
  - фосфиты;
  - анионы;
- σ-нуклеофилы (электроны ушли с σ-орбитали):
  - доноры гидрид-иона H−.

### По атому, образующему связь

#### Углеродные нуклеофилы
Нуклеофилами с реакционным центром на атоме углерода являются:
- алкил- и арилметаллогалиды (например, CH3MgBr, PhMgCl и т. д.) в реакциях Гриньяра, Реформатского, Барбье и др.
- органолитиевые реагенты (PhLi) и анионы терминальных алкинов (HC≡C−Li+);
- енолы и еноляты (RCH=CH−OH и RCH=CH−O−) являются амбидентными нуклеофилами и могут реагировать как по атому углерода в α-положении, так и по атому кислорода. Обычно преобладают реакции по атому углерода (при этом енолят-ионы активнее енолов[2]). Енолы и еноляты часто применяются в реакциях конденсации, например, в альдольной реакции или конденсации Кляйзена.

- другие частицы с полным или частичным отрицательным зарядом на атоме углерода (например, −CH2−NO2).

#### Азотные нуклеофилы
Примерами азотных нуклеофилов являются аммиак (NH3), органические амины (RNH2, R2NH, R3N) и азиды (R−N3).

#### Кислородные нуклеофилы
Типичными кислородными нуклеофилами являются вода (H2O), гидроксид-ион (OH−), спирты (ROH) и алкоксиды (RO−). В показанной ниже разновидности реакции Вильямсона сильное основание депротонирует спирт с образованием алкоксида. Атом кислорода затем внутримолекулярно замещает уходящую группу, приводя к образованию эпоксида − трёхчленного гетероцикла с одним атомом кислорода:

#### Серные нуклеофилы
Серосодержащие соединения обычно являются хорошими нуклеофилами, так как атом серы легко поляризуется, что облегчает передачу электронной пары. Типичные нуклеофилы этого класса — тиолы (RSH) и тиоляты (RS−).

## Шкалы нуклеофильности
Известно несколько способов количественного описания реакционной способности нуклеофилов. Приведенные ниже методы основаны на изучении экспериментальных данных о скорости определенных реакций с участием большого количества нуклеофилов и электрофилов. Как правило, реагенты с выраженным альфа-эффектом не включаются в эти корреляции.

### Уравнение Свена — Скотта
Уравнение Свена — Скотта было выведено в 1953 году и является первой попыткой количественно описать реакционную способность нуклеофилов в реакциях SN2:
{\displaystyle \lg {\left({\frac {k}{k_{0}}}\right)}=S\cdot n}
В этом уравнении k — константа скорости реакции стандартного субстрата с данным нуклеофилом, k0 — константа скорости реакции субстрата со стандартным нуклеофилом (водой), S — параметр чувствительности субстрата к изменению нуклеофила (для CH3Br или CH3I S принимается равным 1), n — параметр нуклеофильности (для воды n = 0, табл. 1, 2).
Таким образом, для реакций
CH3I + H2O → CH3OH + HI
CH3I + Nuc−H → CH3−Nuc + HI
уравнение Свена — Скотта можно записать как
{\displaystyle \lg {\left({\frac {k_{CH_{3}I,NucH}}{k_{CH_{3}I,H_{2}O}}}\right)}=n}
| Нуклеофил | Значение n | Нуклеофил | Значение n | Нуклеофил | Значение n |
| --------- | ---------- | --------- | ---------- | --------- | ---------- |
| SO32−     | 5,16       | CN−       | 5,10       | I−        | 5,04       |
| SCN−      | 4,77       | HO−       | 4,20       | N3−       | 4,00       |
| Br−       | 3,89       | HCO3−     | 3,80       | Cl−       | 3,04       |
| CH3COO−   | 2,72       | SO42−     | 2,50       | F−        | 2,00       |
| NO3−      | 1,03       | CH3OH     | 0,70       | H2O       | 0,00       |

| Нуклеофил | Значение n | Нуклеофил   | Значение n | Нуклеофил | Значение n |
| --------- | ---------- | ----------- | ---------- | --------- | ---------- |
| F−        | 2,7        | Cl−         | 4,37       | Br−       | 5,79       |
| I−        | 7,42       | N3−         | 5,78       | NC−       | 6,70       |
| CH3OH     | ~0,00      | H2O         | 0,00       | CH3CO2−   | 4,3        |
| PhO−      | 5,75       | CH3O−       | 6,29       | Пиридин   | 5,23       |
| Анилин    | 5,70       | Триэтиламин | 6,66       | PhSH      | 5,7        |

### Уравнение Ричи
Уравнение Ричи было выведено в 1972 году  и выражается следующим образом:
{\displaystyle \lg \left({\frac {k}{k_{0}}}\right)=N^{+}},
где {\displaystyle k_{0}} — константа скорости реакции стандартного катиона (обычно соли диазония) с со стандартным нуклеофилом (водой) в водной среде, {\displaystyle k} — константа скорости реакции с заданным нуклеофилом, {\displaystyle N^{+}} — параметр, зависящий от нуклеофила (табл. 3):
| Нуклеофил (растворитель) | Значение N+ | Нуклеофил (растворитель) | Значение N+ |
| ------------------------ | ----------- | ------------------------ | ----------- |
| H2O (H2O)                | 0,0         | MeOH (MeOH)              | 0,5         |
| CN− (H2O)                | 3,8         | CN− (MeOH)               | 5,9         |
| HO− (H2O)                | 4,5         | MeO− (MeOH)              | 7,5         |
| N3− (H2O)                | 5,4         | N3− (MeOH)               | 8,5         |
| PhS− (ДМСО)              | 13,1        | PhS− (MeOH)              | 10,7        |

Важной особенностью уравнения Ричи является отсутствие параметра чувствительности субстрата (σ в уравнении Свена-Скотта). Таким образом, принимается, что относительная реакционная способность двух нуклеофилов определяется только значением N+ и не зависит от партнера по реакции. Это находится в резком противоречии с т. н. принципом взаимозависимости реакционной способности и селективности. Из-за этого уравнение Ричи иногда называется «соотношение постоянной селективности». Явная упрощенность вызвала ряд публикаций о пределах его применимости.

### Уравнение Майра — Патца

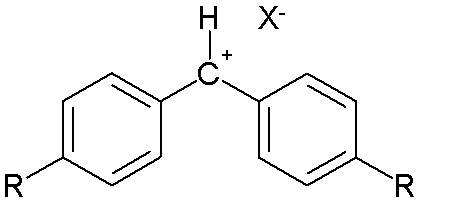
Диарилметильный катион

В 1994 г. Г. Майр и М. Патц, на основании исследования реакционной способности диарилметильных катионов и других соединений, предложили уравнение, описывающее реакционную способность достаточно большого количества нуклеофилов и электрофилов:
{\displaystyle \lg \ k=s(N+E)}
В этом уравнении константа скорости реакции второго порядка k, измеренная при 20 °C, связывается с параметром электрофильности E (для бис(п-метоксифенил)метильного катиона E = 0), параметром нуклеофильности N и фактором чувствительности s (для реакций 2-метил-1-пентена s = 1). Для реакций незаряженных нуклеофилов константа скорости слабо зависит от растворителя и последний обычно не указывается.
Диарилметильные катионы были выбраны в качестве стандартных электрофилов потому, что их активностью можно управлять подбором заместителя R в пара-положении. Таким образом, оказалось возможным измерить реакционную способность очень разных нуклеофилов. Для протестированных соединений параметр N изменяется в диапазоне от −4,47 до 28,95 (Табл. 4).

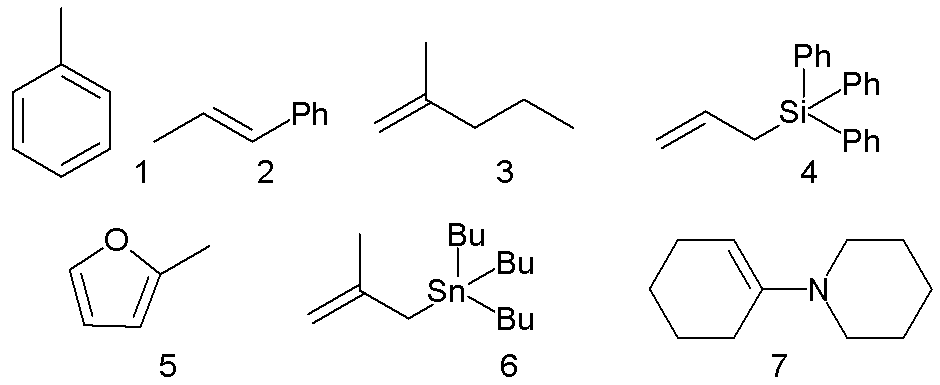
Некоторые нуклеофилы, для которых измерены параметры нуклеофильности N

| Нуклеофил | N (s)         | Нуклеофил   | N (s)        |
| --------- | ------------- | ----------- | ------------ |
| 1         | −4,47 (1,32)  | 2           | −0,41 (1,12) |
| 3         | +0,96 (1)     | 4           | −0,13 (1,21) |
| 5         | +3,61 (1,11)  | 6           | +7,48 (0,89) |
| 7         | +13,36 (0,81) | PhC−(CN)CH3 | 28,95 (0,58) |

Параметр элекрофильности E для некоторых карбокатионов можно грубо оценить по следующему уравнению:
{\displaystyle \ E\approx 1.241\lg k_{w}-5.80},
где kw — константа псевдопервого порядка для реакции карбокатиона с водой при 20 °C.
Нуклеофильность N в уравнении Майра — Патца связана с параметром Ричи N+ следующим соотношением:
{\displaystyle \ N\approx 1.20N_{+}+6.18}

### Объединенное уравнение
В попытке объединить все вышеописанные уравнения Майр с сотрудниками предложили следующее выражение:
{\displaystyle \ \lg k=s_{E}s_{N}(N+E)},
где sE — параметр чувствительности электрофила; sN — параметр чувствительности нуклеофила; N и E имеют такое же значение, как и в уравнении Майра — Патца.
С помощью соответствующих подстановок данное выражение можно превратить в любое описанное ранее уравнение:
- при sE = 1 (для карбокатионов) это уравнение эквивалентно оригинальному уравнению Майра — Патца;
- при sN = 0.6 (для большинства n-нуклеофилов):

{\displaystyle \ \lg k=0.6s_{E}N+0.6s_{E}E},
что эквивалентно уравнению Свена-Скотта:
{\displaystyle \ \lg k=\lg k_{0}+s_{E}N};
- при sE = 1 и sN = 0.6 получим:

{\displaystyle \ \lg k=0.6N+0.6E}
что эквивалентно уравнению Ричи в немного измененном виде:
{\displaystyle \ \lg k-\lg k_{0}=N^{+}}